# Arbeitsgemeinschaft Jugendfreizeitstätten Baden-Württemberg

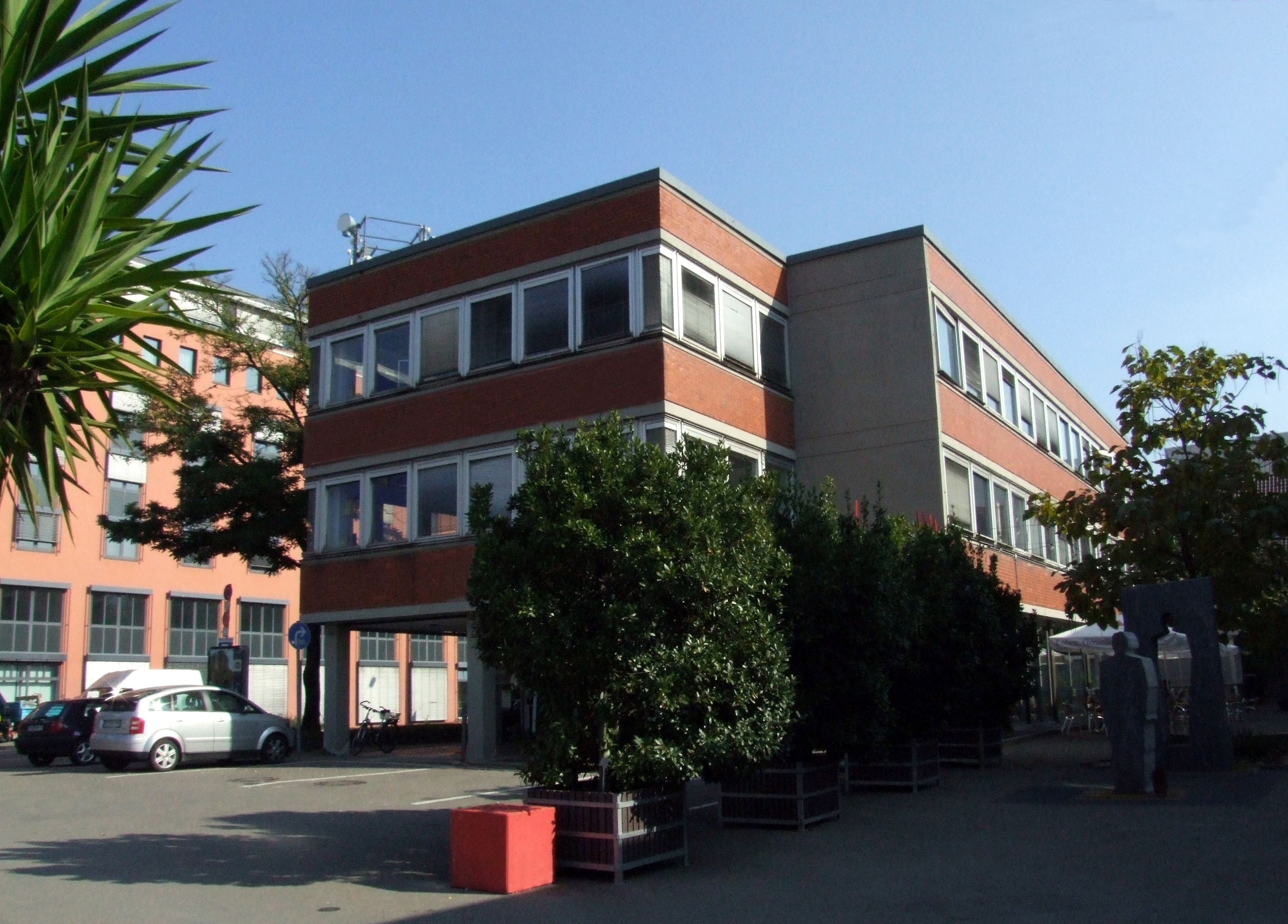
Haus der Jugendarbeit Stuttgart

Die Arbeitsgemeinschaft Jugendfreizeitstätten Baden-Württemberg (AGJF) ist eine Fachorganisation der Offenen Kinder- und Jugendarbeit und vertritt  1200 Einrichtungen in Baden-Württemberg.

## Tätigkeit
Die Arbeitsgemeinschaft  wurde 1973 als Zusammenschluss von freien und öffentlichen Trägern der Offenen Kinder- und Jugendarbeit in Baden-Württemberg gegründet.
Hauptaufgabe der AGJF BW ist es, die Belange der offenen Kinder- und Jugendarbeit zu vertreten und ihre Weiterentwicklung zu fördern.
Mitglieder der AGJF BW sind 92 Städte und Gemeinden, 53 Trägervereine, 13 kirchliche Träger, Stiftungen, Wohlfahrtsverbände, 16 Stadt- und Kreisjugendringe und 13 Dachverbände auf Kreisebene. Alle Mitglieder betreiben Einrichtungen der offenen Kinder- und Jugendarbeit, wie Jugendhäuser, Jugendtreffs, Spielmobile sowie Jugendfarmen oder Aktivspielplätze.
Die Vertretung der Interessen der offenen Kinder- und Jugendarbeit auf der Landesebene dient der strukturellen Absicherung. Neben dem Erhalt der finanziellen Förderung im Rahmen des Landesjugendplans ist die AGJF im Landesjugendhilfeausschuss oder im Beirat für den Masterplan Jugend des Ministeriums für Soziales, Gesundheit und Integration BW präsent.
Die Geschäftsstelle der AGJF befindet sich gemeinsam mit dem Landesjugendring Baden-Württemberg, der Akademie der Jugendarbeit Baden-Württemberg,  der Landesarbeitsgemeinschaft Offene Kinder- und Jugendbildung Baden-Württemberg, dem Bund der Jugendfarmen und Aktivspielplätze, der LAG Jungen*- und Männer*Arbeit Baden-Württemberg und dem evangelischen Jugendwerk Württemberg im Haus der Jugendarbeit in Stuttgart-Vaihingen.

## Weblink
- Arbeitsgemeinschaft Jugendfreizeitstätten Baden-Württemberg e. V.